# بورتسفکا
بورتسفکا (به لاتین: Burtsevka) یک منطقهٔ مسکونی در روسیه است که در باشقیرستان واقع شده‌است.